# Prstencový dopřádací stroj
Prstencový dopřádací stroj je v posledních asi 100 letech nejpoužívanější zařízení k výrobě staplových přízí.

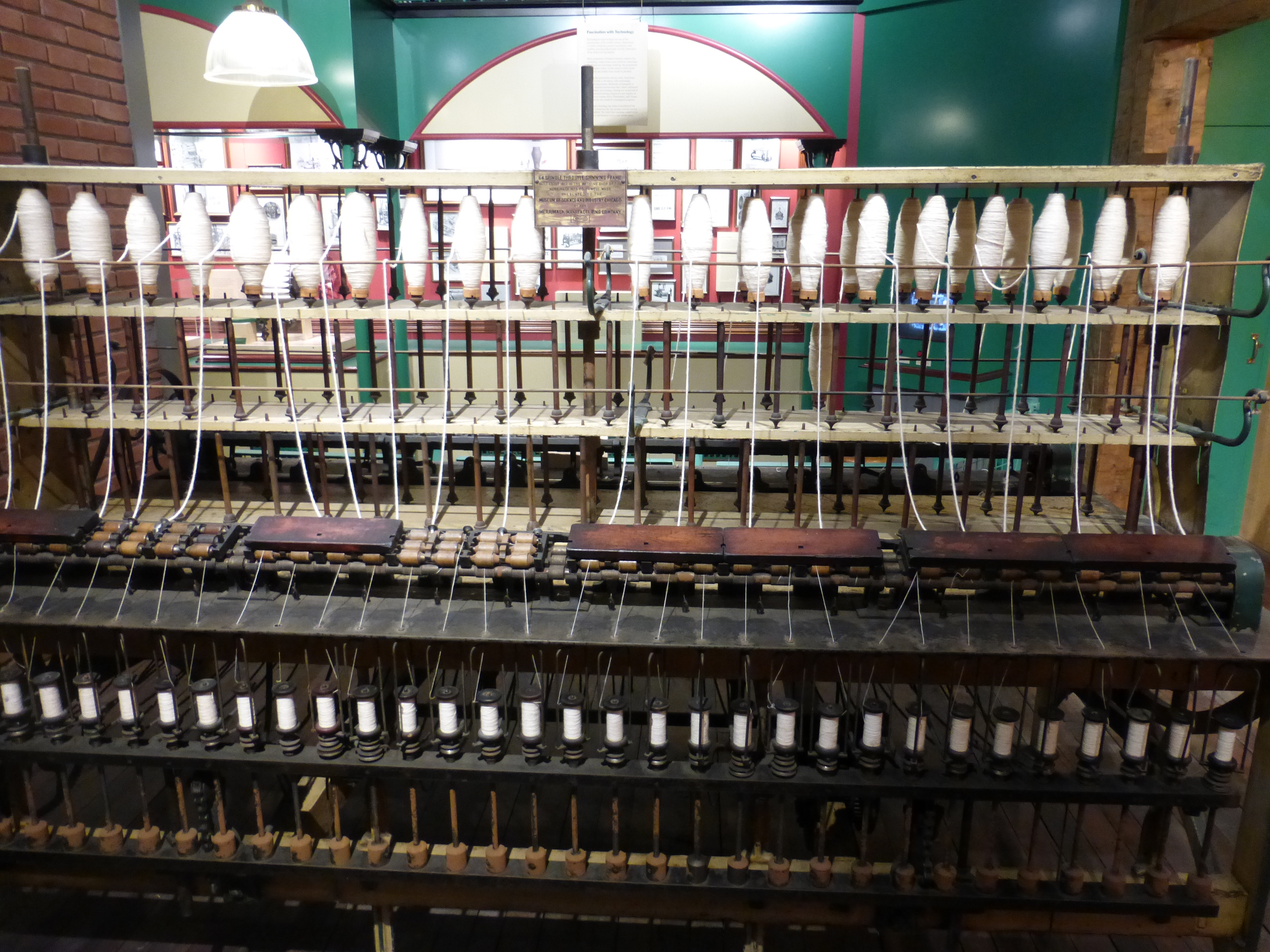
Throstle, modifikace waterframu a předchůdce prstencového stroje (asi z roku 1835)

## Z historie
V roce 1828 podal Američan Thorp patent na dopřádací stroj, který se lišil od Arkwrightovy "Water frame" z roku 1779 (viz model na snímku) v principu jen tím, že k navíjení příze použil namísto křídla tuhý prstenec.  V dalších letech byl vynález upravován a zdokonalován, např. v roce 1829 v patentu Addisona a Stevense na tzv. „ring groove spinner“ (po prstenci upevněném na pohyblivé lavici obíhal běžec).
V roce 1833 byl vyroben první prstencový stroj (u firmy Mason),  sériová výroba však začala v USA teprve ve 40. letech (firma Whitin) a v 50. letech (firma Lowell)  a ještě později u anglické firmy Platt. 
V následující tabulce je znázorněn vývoj produktivity dopřádání od kolovratu k prstencovému stroji. (Výkon je ve všech stádiích vývoje kalkulován pro bavlněnou přízi 16 tex v gramech na vřeteno za hodinu (sph)):
| Stroj/nástroj     | Rok  | Počet vřeten | Výkon m/hod | g/sph |
| ----------------- | ---- | ------------ | ----------- | ----- |
| kolovrat          | 1810 | 2            | 498         | 4,08  |
| mule              | 1810 | 60           | 12 500      | 3,41  |
| waterframe        | 1810 | 60           | 16 700      | 4,56  |
| selfaktor         | 1836 | 60           | 21 000      | 5,74  |
| selfaktor         | 1923 | 200          | 67 000      | 5,49  |
| prstenocový stroj | 1923 | 200          | 111 000     | 9,08  |

Prstencové stroje se přes některé nedostatky uplatnily zejména pro dopřádání bavlněných přízí. V roce 1913 byla celosvětově instalována už asi polovina ze 120 milionů vřeten na prstencových strojích (druhá polovina na tehdy ještě konkurujících selfaktorech)  a v roce 2012 se s 300 miliony prstencových vřeten vyrábělo cca 2/3 staplových přízí. Např. v roce 2019 bylo ve světě nově instalováno 1,8 milionu vřeten.

## Princip dopřádání

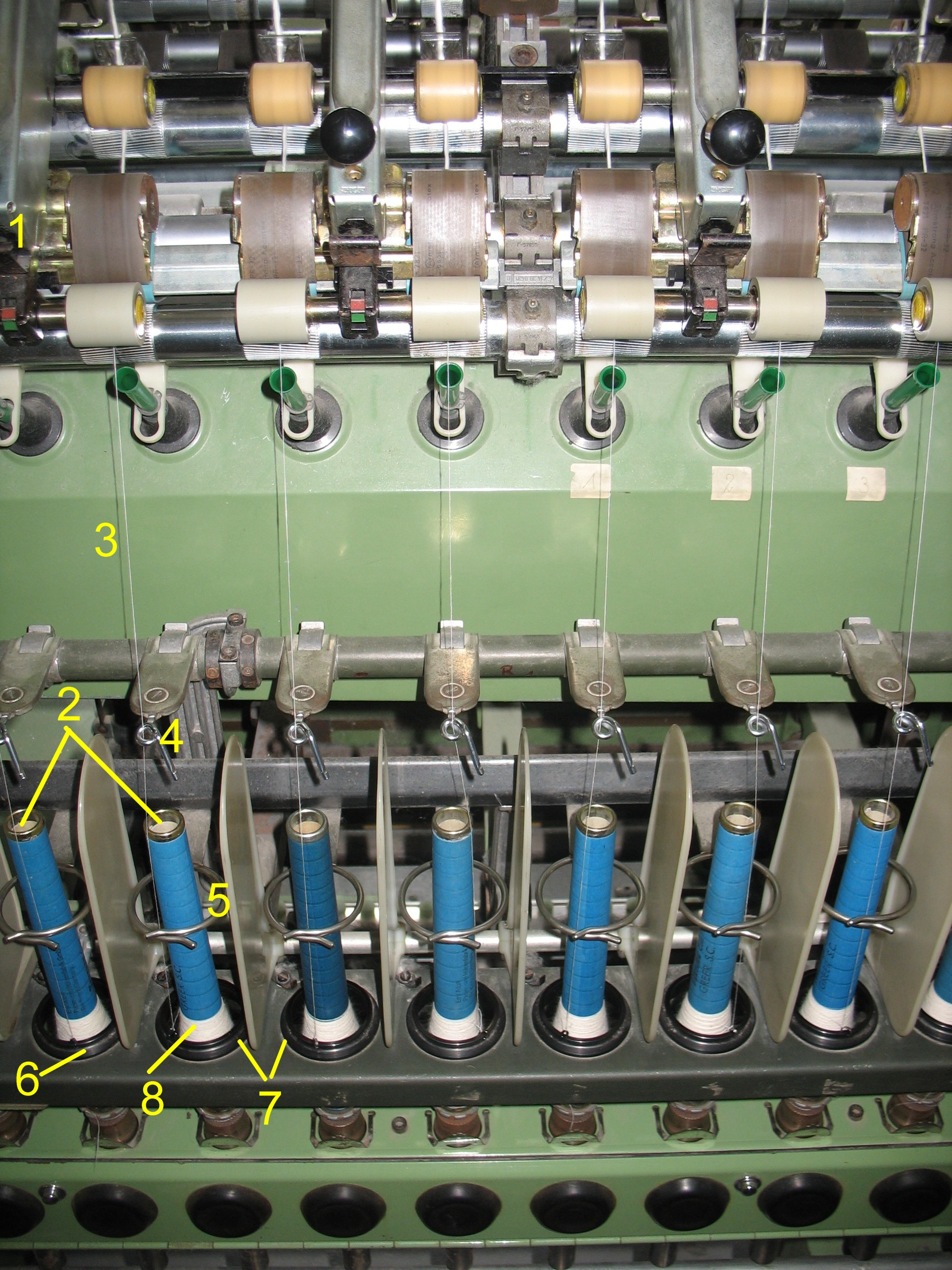
Několik přádních jednotek prstencového dopřádacího stroje (rok výroby cca 1989)

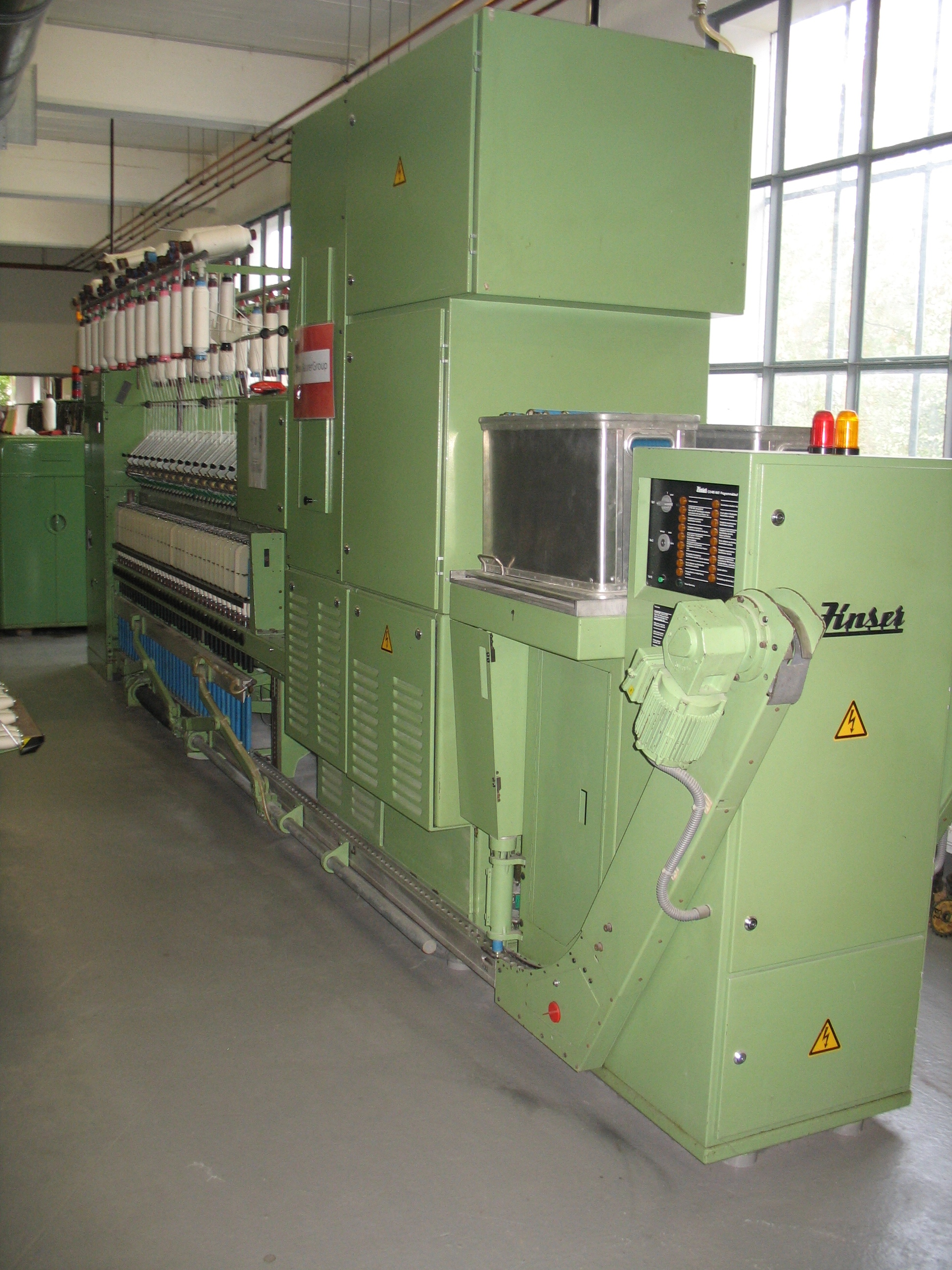
Dopřádací stroj se smekačem (z roku 1988)

Na každé přádní jednotce se (shora) předkládá pramínek vláken průtahovému ústrojí se dvěma nebo třemi páry válečků (1). Vzájemný poměr obvodových rychlostí válečků určuje výši průtahu a tím i ztenčení vrstvy vláken. Pod průtahovým ústrojím je zařazeno rotující vřeteno (2), s pomocí kterého se pramínek vláken vybíhající z posledního páru válečků stáčí do tvaru spirály. Tato spirála, tedy hotová příze (3), prochází očkem vodiče příze (4), kruhovým omezovačem balonu (5) a běžcem (6), který obíhá po prstenci (7) a navíjí přízi na dutinku (modře zbarvenou trubičku) nasazenou na vřetenu, vytváří tzv. potáč (8).

### Příklad
Výchozí rychlost průtahového ústrojí je 13 m/min, vřeteno se za stejnou dobu otočí 12 000krát.
Hotová bavlněná příze tedy obsahuje 12 000:13 = 923 zákrutů na metr. Za těchto podmínek je možné dosáhnout soudržnosti vláken v přízi, kterou lze překonat pouze tahem vyšším než 300 gramů, což je dostačující pro další zpracování příze i pro pevnost hotové tkaniny.
Příze z dopřádacího stroje se před dalším zpracováním převíjí z potáčů na cívky o váze 2–4 kg za současné elektronické kontroly stejnoměrnosti a čistoty. To se provádí na soukacím stroji, který se někdy spojuje jako agregát s dopřádacím strojem. 

## Technické parametry stroje
Moderní stroje mohou teoreticky dosáhnout až 25 000 otáček vřeten za min., až 80násobný průtah přástu, váhu potáče cca 60–150 g. 

### Smekací zařízení
Pevně instalované smekací zařízení patří na nových prstencových dopřádacích strojích 
asi od začátku 21. století ke standardnímu vybavení (viz snímek stroje tohoto druhu vpravo). Výměna plných potáčů za přázdné dutinky zde probíhá automaticky, u nejvýkonnějších konstrukcí se stroj se 2000 vřeteny odsmeká během 2–3 minut.
První prototypy automatických smekačů, jak pevně instalovaných, tak i pojízdných (levnějších, s výkonem asi 200 potáčů za minutu) byly představeny v 60. letech 20. století.
Podle odhadů ze 2. dekády 21. století bylo však ve světě v provozu asi 60 % dopřádacích strojů, na kterých se smekání ještě provádí ručně, tj. téměř 200 let starou metodou s mnohonásobně nižší produktivitou oproti strojním zařízením. Je to jednotvárná, namáhavá práce za velmi nízkou mzdu, se kterou byly v mnoha zemích zaměstnávány i desítileté děti (viz „Doffer-boys“ v galerii). Přes pozdější zákazy dětské práce, byl např. v Kenyi ještě v 60. letech 20. století „doffer-boy“ uváděn jako profese i v úředních dokumentech.
(Na dolejším snímku jsou na stroji v dolní části ramena smekacího zařízení s připravenými prázdnými dutinkami.)

## Použití
Prstencové stroje se dají s patřičným provedením průtahového, navíjecího a zakrucovacího ústrojí použít pro spřádání téměř všech druhů staplových vláken (k výjimkám patří např. skleněná vlákna). Ekonomicky výhodné je zejména vypřádání jemnějších přízí – nejjemnější bavlněná až 4 tex, vlněná do 10 tex. (Pro příze hrubší než cca 25 tex je často ekonomicky výhodnější rotorové nebo frikční předení).

## Přídavná zařízení a alternativní provedení
Patří k nim zejména:
Kompaktní dopřádání: Urovnání a zhuštění vlákenné stužky před zakrucováním, kterým se dosahuje zvýšení pevnosti příze až o 10 %, snížení chlupatosti atd.
Sirospun: Průtahovému ústrojí se předkládají dva přásty, které se odděleně protahují a před navíjením na potáč se spojují. Vzniká tak hladká a dobře zaoblená skaná příze. (Pokusně se vyrábí také siro příze ze 3 přástů) 
Zařízení na výrobu jádrové příze: K průtahovému ústrojí se přivádí (pevný nebo elastický) filament, kolem kterého se opřádají staplová vlákna.
Výroba efektní příze:
Zařízení na měnitelné a přerušované otáčky částí průtahového ústrojí řízené přes počítač.

## Galerie

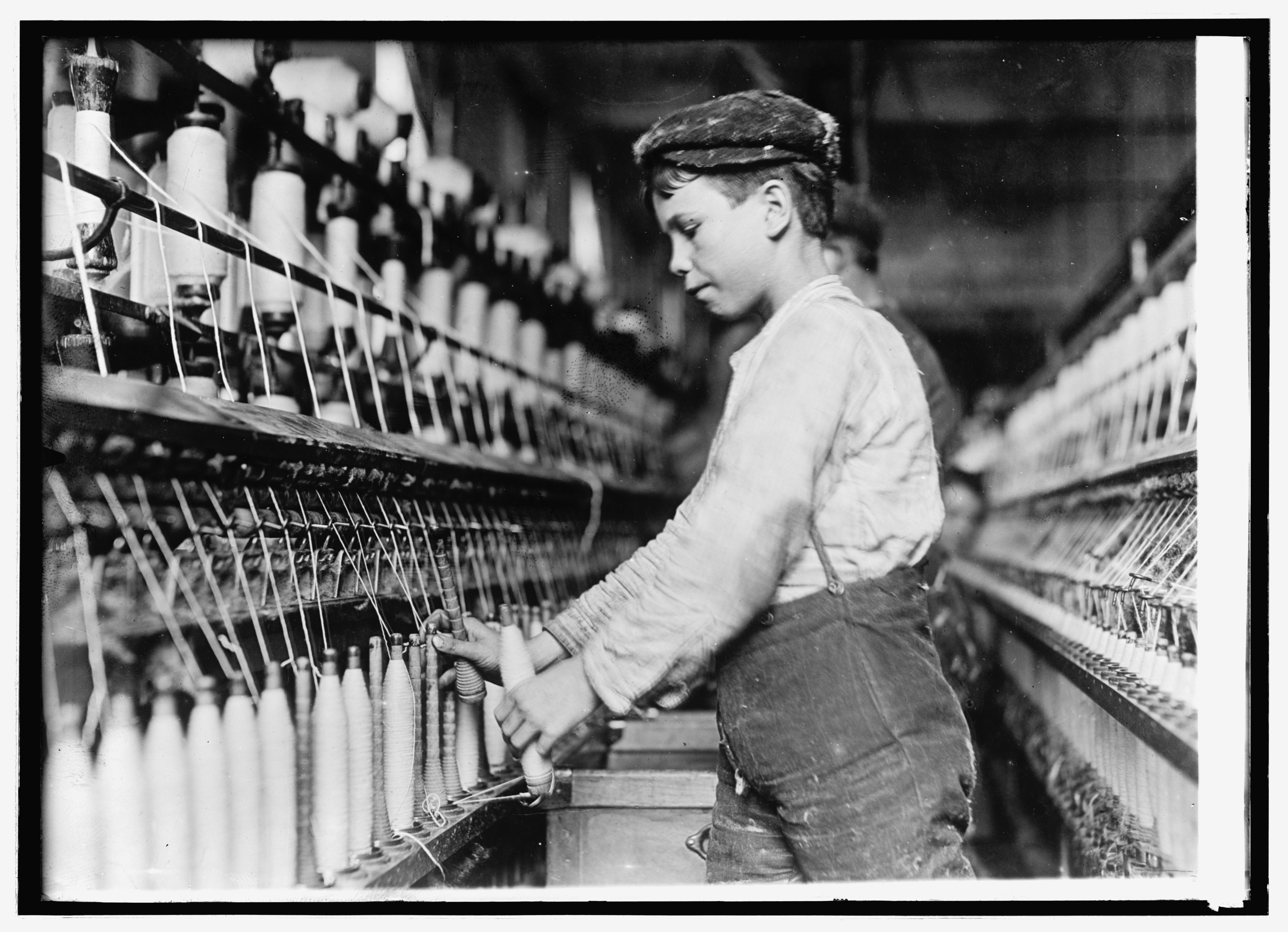
Zkušený "doffer boy" při smekání (USA 1909)
Nejmladší „doffer-boys“ (USA v roce 1912)
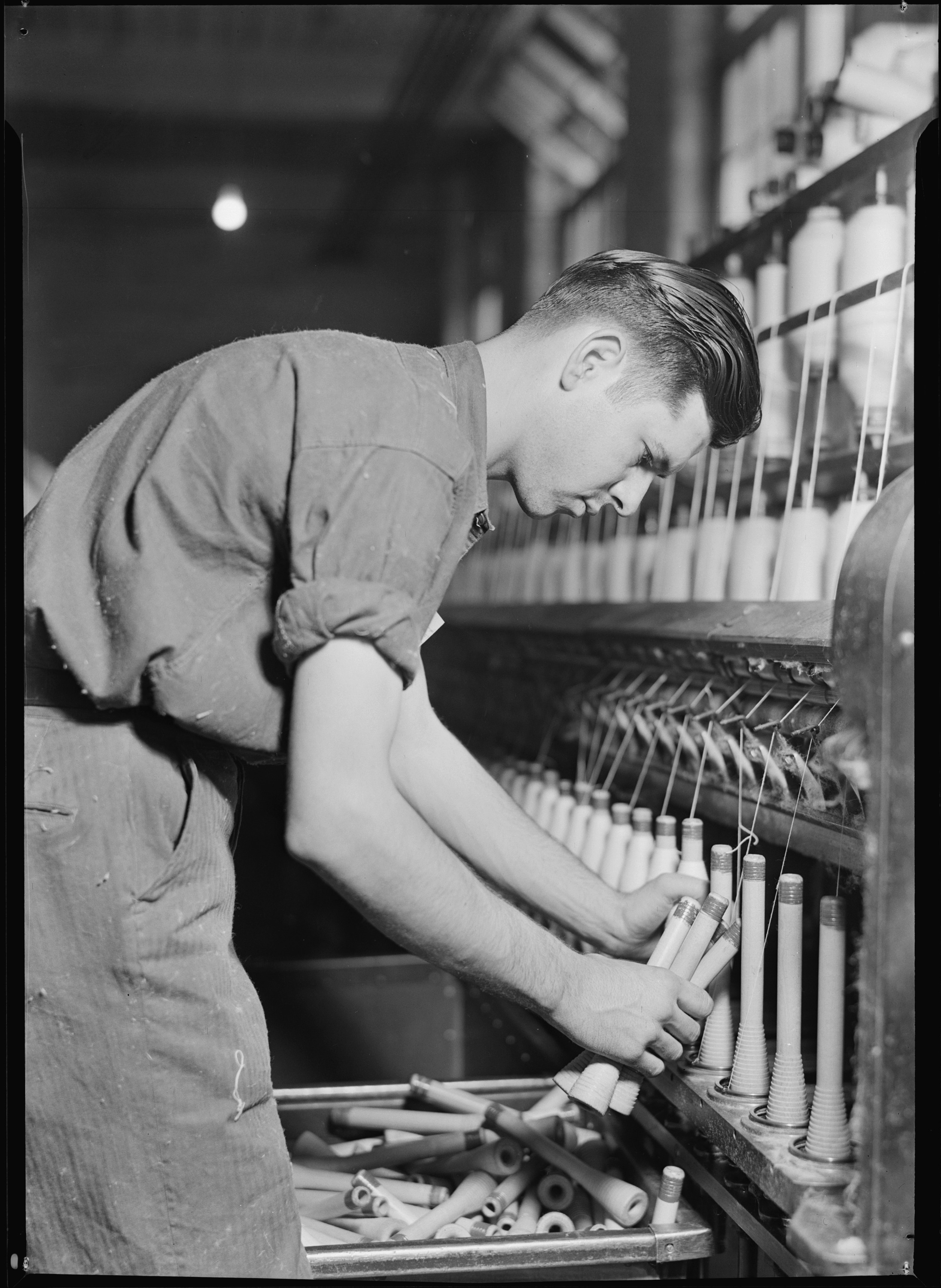
Dospělý smekač na dopřádacím stroji (USA 1937)
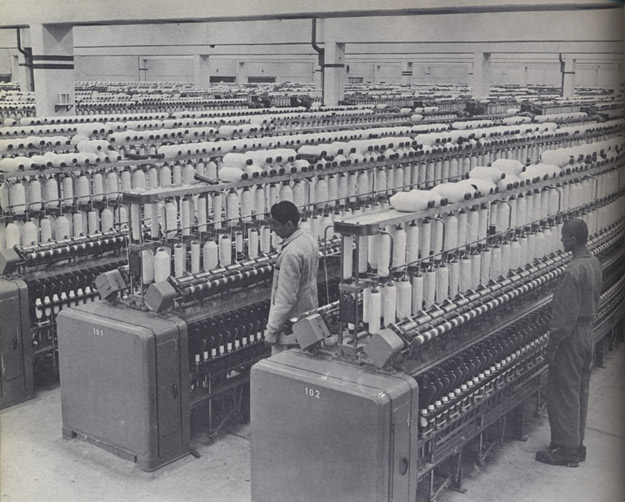
Odělení dopřádacích strojů v afghánské přádelně bavlny (kolem roku 1960)
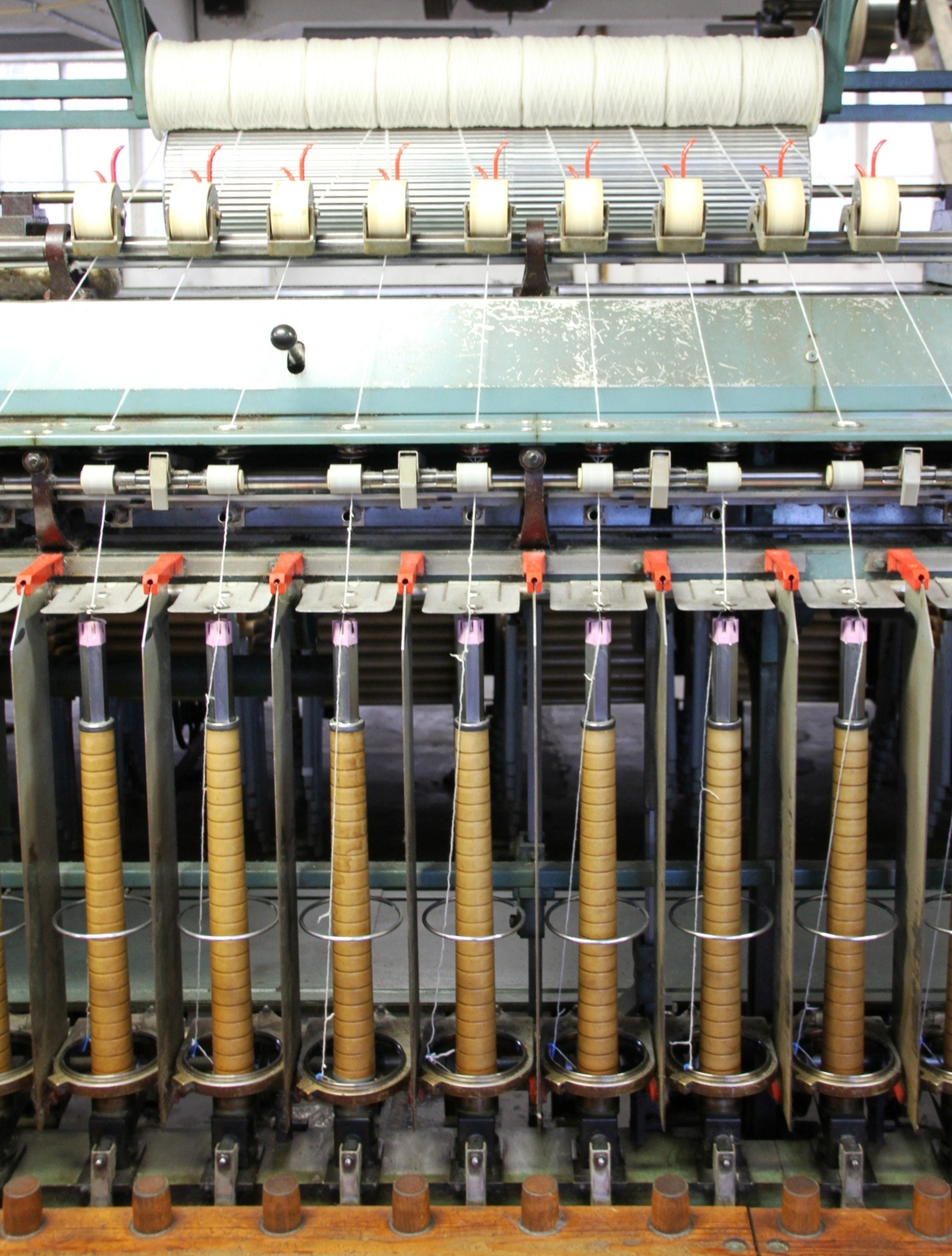
Dopřádací stroj na mykanou vlnu (Norsko 1969)